# Edolisoma schisticeps
Edolisoma schisticeps là một loài chim trong họ Campephagidae.